# 221 Eos
Eos /ˈiːɒs/ (định danh hành tinh vi hình: 221 Eos) là một tiểu hành tinh khá lớn, thuộc kiểu K, ở vành đai chính. Tên nó được dùng để đặt cho nhóm tiểu hành tinh Eos.
Ngày 18 tháng 1 năm 1882, nhà thiên văn học người Áo Johann Palisa phát hiện tiểu hành tinh Eos khi ông thực hiện quan sát ở Viên và đặt tên nó theo tên Eos, nữ thần rạng đông trong thần thoại Hy Lạp.